# Ernst Otto
Ernst Otto (5. února 1877 Brandenburg an der Havel – 1. července 1959 Západní Berlín) byl německý pedagog a vysokoškolský učitel.

## Život
Studoval moderní jazyky, němčinu, vzdělání a filozofii na Friedrich-Wilhelmově universitě v Berlíně. V roce 1901 získal v Berlíně doktorát. phil. PhD. Následovala další studia na Université Grenoble-Alpes, Pařížské univerzitě, Londýnské univerzitě, Oxfordské univerzitě a Edinburské univerzitě. Poté byl deset let učitelem na Herderově gymnáziu v Berlíně. V roce 1913 se stal ředitelem střední školy. Od roku 1922 byl ředitelem studií a čestným profesorem v Marburgu a zároveň pedagogem na nové Univerzitě Johanna Wolfganga Goetha ve Frankfurtu nad Mohanem. V roce 1925 přijal pozvání na Německou univerzitu v Praze, aby vedl katedru pedagogiky, filozofie a obecné lingvistiky; v letech 1938–1940 byl na této škole rektorem. Po druhé světové válce byl čestným profesorem na Svobodné univerzitě v Berlíně.